# Ozola falcipennis
Ozola falcipennis är en fjärilsart som beskrevs av Moore 1888. Ozola falcipennis ingår i släktet Ozola och familjen mätare. Inga underarter finns listade i Catalogue of Life.